# Hot money
L'hot money, in tecnica bancaria, è un particolare servizio di finanziamento a breve termine che la banca offre alle imprese. Hot money (che rientra nella sovracategoria dei "servizi di Liquidità ed Elasticità di cassa") è quindi un prestito monetario che può essere a breve (da uno a tre mesi) o a brevissima (48 ore) scadenza e che le imprese utilizzano per fronteggiare improvvisi fabbisogni finanziari. L'erogazione del servizio di hot money è solitamente riservata ad una clientela con un elevato standard creditizio (rating elevato) e consente alle imprese di accedere ad una fonte di finanziamento immediato a costi ben inferiori rispetto a quelli sostenuti per l'apertura di credito in conto corrente.
Hot money è anche usato nel gergo dei gestori di hedge fund, volto a definire capitali a breve termine che si possono spostare da un paese all'altro, inseguendo aspettative di maggiore guadagno sia in connessione dei differenziali di tassi di interesse, sia in relazione ad attese di rivalutazione del tasso di cambio